# Picea austropanlanica
Picea austropanlanica — вид голонасінних рослин з родини соснових. Місцем проживання є Китай (Сичуань).